# Oskar Zehrfeld
Oskar Zehrfeld   (Zweenfurth, 5 de maig de 1854 - Hosterwitz, 5 d'abril de 1936) fou un compositor alemany.
Fill de Leberecht Zehrfeld i Christiane Naumann. Oskar Zehrfeld es va casar amb Agnes Laura Thielemann i van tenir 1 fill. En Alemanya esta considerat com un notable compositor, havent publicat nombroses obres corals, lieder, peces per a orgue, estudis per a piano i violí i diversos llibres de caràcter didàctic.

## Llista no completa d'obres
Cicles de cançons, col·leccions, simfonies, etc.
- Cants sagrats, op. 19
- núm. 1. Pentecosta
- núm. 2. cançó nupcial
- núm. 3. A la festa de la collita.[3]

Títols de la configuració vocal per ordre alfabètic
- Cançó nupcial, op. 19 núm. 2 (en cants sagrats)
- Frühlingswalten, op. 14 (cinc cançons per a cor masculí) núm. 1
- Temps de primavera, op. 14 (cinc cançons per a cor masculí) núm. 2 (text: Friedrich Martin von Bodenstedt també de Mirza Shafi Vazeh)
- Pentecosta, op. 19 núm. 1 (a càntics sagrats)
- Fins al moment, opció 14 (cinc cançons per a cor masculí) núm. 5 (text: Julius Rodenberg)
- Vogelsang, op. 14 (cinc cançons per a cor masculí) núm. 3
- Wohin, op.14 (cinc cançons per a cor masculí) núm. 4.
- La Festa de la Verema, op. 19 núm. 3 (als cants sagrats)[3]